# Лодърдейл (окръг, Мисисипи)
Окръг Лодърдейл (на английски: Lauderdale County) е окръг в щата Мисисипи, Съединени американски щати. Площта му е 1852 km², а населението - 78 161 души (2000). Административен център е град Меридиън.